# زيزفورة رؤيسية
زيزفورة رؤيسية (الاسم العلمي:Ziziphora capitata) هي نوع من النباتات يتبع جنس الزيزفورة من الفصيلة الشفوية.